# 今村弘子
今村 弘子（いまむら ひろこ、1952年5月- ）は、日本の経済学者、富山大学教授。神奈川大学非常勤講師。
東京都生まれ。本姓・河合。1976年東京大学教養学部アジア科卒、日本貿易振興会（ジェトロ）入会、1989年聖徳大学人文学部助教授、1993年5月在北京日本大使館勤務、1999年富山大学助教授、2005年教授となる。中国経済、中朝経済関係が専門。

## 著書
- 『中国経済はどこへ行くのか 二十一世紀に向かっての試練』現代アジア叢書 田畑書店 1997
- 『中国から見た北朝鮮経済事情』朝日新聞社 2000
- 『北朝鮮「虚構の経済」』集英社新書 2005

### 共編著
- 『自然と経済から見つめる北東アジアの環境』和田直也共編著 富山大学出版会 2009
- 『東アジア分断国家 中台・南北朝鮮の共生は可能か』編 原書房 2013

### 翻訳
- 孫尚清『中国経済の改革と発展』隅谷三喜男,李廷江監修, 筒井紀美,今井健一共訳 御茶の水書房 1999
- 胡縄『中国の改革開放 マルクス主義と中国の国情』衞藤瀋吉監修 原書房 2005

## 論文
- <今村弘子